# 秦嶺龍屬
秦嶺龍屬（意為「秦嶺蜥蜴」）是蜥腳下目的一屬恐龍，生存於白堊紀晚期的亞洲。模式種是洛南秦岭龍（Q. luonanensis），是由中國地質學家薛祥煦、古生物學家張雲翔和畢延在1996年敘述、命名的。牠的化石包括有腸骨、坐骨及三節脊椎。由於只有很少的化石，秦岭龍被分類為蜥腳下目的分類未定屬。屬名是以化石發現地的中國陕西省的秦嶺為名。